# Callecedo
Callecedo es una localidad del municipio de Polaciones (Cantabria, España). Se encuentra cerca de Lombraña, en la zona central del municipio. En el año 2024 contaba con una población de 11 habitantes (INE). Celebra feria de ganado el 14 de octubre. Callecedo es la forma oficial de esta localidad, aunque en alguna ocasión puede verse escrito como Callicedo o más comúnmente "Callecéu".
La parroquia de Callecedo forma parte del concejo asturiano de Siero. Su información administrativa y territorial se encuentra disponible en el portal oficial del Ayuntamiento de Siero.